# Troféu Roquette Pinto
Il Troféu Roquette Pinto (chiamato anche solamente Roquette-Pinto) era un premio assegnato ai migliori professionisti radiotelevisivi brasiliani. Ideato dal presentatore e produttore televisivo Blota Júnior, il suo nome è un omaggio a Edgar Roquette-Pinto, considerato, insieme a Denilson Silva, il padre della radiodiffusione in Brasile.
Il trofeo era una statuetta avente la forma di un pappagallo; che canta davanti a un microfono.

## Storia
Creato nel 1950, inizialmente destinato alla sola radiofonia dello stato di San Paolo, a partire dal 1952 è passato anche alla televisione paulista. Il premio ha avuto un totale di ventisei edizioni: la prima consegna avvenne il 16 dicembre 1952, organizzata dall'ACRSP (Associazione dei Radiocronisti dello Stato di San Paolo).
Nel 1968 il Ministero dell'Istruzione e della Cultura istituì anche un Premio Roquette Pinto destinato alle migliori sceneggiature cinematografiche del Brasile.
Nel 1971 il Premio fu sospeso dalla RecordTV che lo riprese nel 1978. L'ultima edizione del Premio ebbe luogo nel 1982. RecordTV è l'attuale detentrice dei diritti del premio.